# Brachistosternus diaguita
Espèce
Brachistosternus diaguita est une espèce de scorpions de la famille des Bothriuridae.

## Distribution
Cette espèce est endémique d'Argentine. Elle se rencontre dans les provinces de Catamarca, de La Rioja et de San Juan entre 3 200 et 4 100 m d'altitude.

## Description
Les mâles mesurent de 48 à 57 mm et les femelles de 49 à 61 mm.

## Étymologie
Son nom d'espèce lui a été donné en référence aux Diaguitas.

## Publication originale
- Ojanguren Affilastro, Ceccarelli, Mattoni, Salas, Iuri, Ochoa & Barrios, 2023 : « On the southernmost high Andean scorpion species, with the identification of a cryptic new species of Brachistosternus (Bothriuridae) through morphology, molecular data and species distribution models. » Zoologischer Anzeiger, vol. 302, p. 248–259.